# Tomida femina
La Tomida femina ("donna gonfia") è la poesia più antica pervenutaci scritta in occitano, una formula di incantesimo di sedici versi probabilmente utilizzata dalle levatrici. È una delle cosiddette benedizioni di Clermont-Ferrand (così chiamate dal nome del luogo dove sono conservate), due formule usate per invocare la guarigione da alcuni mali.
Si conserva ai margini sinistro e inferiore di un trattato latino di "giurisprudenza" di un manoscritto del IX-X secolo, scritto capovolto rispetto al testo ordinario della pagina. Il verso 14 è andato perduto, ma è stato reintrodotto dai curatori sulla base dei tre versi successivi.
Il significato dell'incantesimo in versi, una "cura della conversazione", è incerto. È possibile che fosse stato pensato per la cura di un edema. La donna gonfia del primo verso e il bambino gonfio del terzo verso possono essere sia l'una che l'altro pazienti, o forse solo uno di loro. L'incantesimo trasferisce la tumefazione o il gonfiore dal malato al legno (o barile) e al ferro, forse riferendosi a strumenti medico-chirurgici, e poi alla terra. D'altra parte, la donna gonfia e il figlio "tenuto in grembo" potrebbero riferirsi alla gravidanza. Il cantore in questo caso potrebbe essere la levatrice. Il curatore della poesia considera conveniente l'immagine della nascita all'inizio della letteratura occitana.